# Бель-Мід (Теннессі)
Бель-Мід (англ. Belle Meade) — місто (англ. city) в США, в окрузі Девідсон штату Теннессі. Населення — 2901 особа (2020).

## Географія
Бель-Мід розташований за координатами 36°5′58″ пн. ш. 86°51′23″ зх. д. / 36.09944° пн. ш. 86.85639° зх. д. (36.099343, -86.856302).  За даними Бюро перепису населення США в 2010 році місто мало площу 7,99 км², уся площа — суходіл.

## Демографія
Згідно з переписом 2010 року, у місті мешкало 2912 осіб у 1074 домогосподарствах у складі 872 родин. Густота населення становила 365 осіб/км².  Було 1162 помешкання (145/км²).
Расовий склад населення:
| - 98,2 % — білих - 0,8 % — азіатів - 0,2 % — чорних або афроамериканців - 0,1 % — корінних американців |

До двох чи більше рас належало 0,6 %. Частка іспаномовних становила 0,8 % від усіх жителів.
За віковим діапазоном населення розподілялося таким чином: 28,7 % — особи молодші 18 років, 52,8 % — особи у віці 18—64 років, 18,5 % — особи у віці 65 років та старші. Медіана віку мешканця становила 47,1 року. На 100 осіб жіночої статі у місті припадало 97,6 чоловіків;  на 100 жінок у віці від 18 років та старших — 92,5 чоловіків також старших 18 років.
Середній дохід на одне домашнє господарство  становив 331 071 долар США (медіана — 201 289), а середній дохід на одну сім'ю — 360 068 доларів (медіана — 226 029). За межею бідності перебувало 3,7 % осіб, у тому числі 1,2 % дітей у віці до 18 років та 4,5 % осіб у віці 65 років та старших.
Цивільне працевлаштоване населення становило 1067 осіб. Основні галузі зайнятості: освіта, охорона здоров'я та соціальна допомога — 33,2 %, фінанси, страхування та нерухомість — 21,9 %, науковці, спеціалісти, менеджери — 16,9 %.